# Ariel Nogueira
Ariel, właśc. Ariel Augusto Nogueira (ur. 22 lutego 1910 w Petrópolis, zm. 1 sierpnia 2005 w Rio de Janeiro) – piłkarz brazylijski grający na pozycji ofensywnego pomocnika.
Ariel karierę piłkarską rozpoczął w 1927 roku w klubie Hellênico Rio de Janeiro. W tym samym roku przeszedł do Petropolitano Rio de Janeiro, w którym grał do 1929 roku, po czym przeszedł do Botafogo FR, w którym grał do 1934 roku (z krótką przerwą na epizod we CR Flamengo w 1933). Z Botafogo czterokrotnie zdobył mistrzostwo Stanu Rio de Janeiro – Campeonato Carioca w 1930, 1932, 1933, 1934.
W 1934 Ariel pojechał z reprezentacją Brazylii do Włoch na mistrzostwa świata, jednakże nie zagrał w jedynym, przegranym meczu przeciwko Hiszpanii. W reprezentacji zadebiutował 3 czerwca w przegranym 4-8 meczu z Jugosławią w Belgradzie. Był to jego jedyny oficjalny mecz w barwach canarinhos - pozostałe 18 były spotkaniami z klubami i regionami.